# Freddie Highmore
Alfred Thomas "Freddie" Highmore (n. 14 februarie 1992), cunoscut mai bine sub numele de scenă Freddie Highmore, este un actor englez. Și-a început cariera de foarte tânăr în 1999 interpretând diverse roluri în producții britanice de televiziune. În 2005, la vârsta de 12 ani a avut un rol principal in filmul Charlie and the Chocolate Factory. A mai avut jucat și în filmele The Golden Compass, The Spiderwick Chronicles și Finding Neverland.

## Filmografie

### Filme
| An        | Titlu                               | Rol                       | Note           |
| --------- | ----------------------------------- | ------------------------- | -------------- |
| 1999      | Women Talking Dirty                 | Sam                       |                |
| 2004      | Finding Neverland                   | Peter Llewelyn Davies     |                |
| 2004      | Two Brothers                        | Raoul Normandin           |                |
| 2004      | Five Children and It                | Robert                    |                |
| 2005      | Charlie and the Chocolate Factory   | Charlie Bucket            |                |
| 2006      | A Good Year                         | Young Max Skinner         |                |
| 2007      | Arthur and the Invisibles           | Arthur                    | Voce           |
| 2007      | August Rush                         | Evan Taylor / August Rush |                |
| 2007      | The Golden Compass                  | Pantalaimon               | Voce           |
| 2008      | The Spiderwick Chronicles           | Jared Grace / Simon Grace |                |
| 2008      | A Fox's Tale                        | Little Jack               | Voce           |
| 2009      | Astro Boy                           | Toby Tenma / Astro Boy    | Voce           |
| 2009      | Arthur and the Revenge of Maltazard | Arthur                    | Voce           |
| 2010      | Arthur 3: The War of the Two Worlds | Arthur                    | Voce           |
| 2010      | Master Harold...and the Boys        | Hally Ballard             |                |
| 2011      | The Art of Getting By               | George Zinavoy            |                |
| 2013      | Justin and the Knights of Valour    | Justin                    | Voce           |
| 2016      | Holding Patterns                    | Charlie Brenner           | post-producție |
| 2016 2017 | The Journey The Good Doctor         | Jack Shaun Murphy         | Filmare        |